# Івановка (Рибницький район)
Івановка (рос. Ивановка; рум. Ivanovca) — село в Рибницькому районі в Молдові (Придністров'ї).
Згідно з переписом населення 2004 року у селі проживало 86,8% українців.